# Bausa/Diskografie
Diese Diskografie ist eine Übersicht über die musikalischen Werke des deutschen Rappers Bausa. Den Quellenangaben und Schallplattenauszeichnungen zufolge hat er bisher mehr als 5,7 Millionen Tonträger verkauft, davon alleine in seiner Heimat über 5,5 Millionen, womit er zu den Musikern mit den meisten Tonträgerverkäufen des Landes zählt. Seine erfolgreichste Veröffentlichung ist die Single Was du Liebe nennst mit über 1,7 Millionen verkauften Einheiten.
Was du Liebe nennst verkaufte sich alleine in Deutschland über 1,6 Millionen Mal, womit das Lied zu den meistverkauften Singles des Landes zählt. Darüber hinaus ist es, neben Ohne mein Team (Bonez MC & RAF Camora feat. Maxwell), die zweitmeistverkaufte Rapsingle in Deutschland, lediglich Roller (Apache 207) setzte mehr Tonträger mehr ab. Die Single hielt sich neun Wochen an der Spitze der deutschen Singlecharts, solange wie keine andere Deutschrapsingle zuvor, im Jahr 2023 wurde es von Komet (Udo Lindenberg & Apache 207) abgelöst.

## Alben

### Studioalben
| Jahr | Titel Musiklabel                                   | Höchstplatzierung, Gesamtwochen, AuszeichnungChartplatzierungen (Jahr, Titel, Musiklabel, Platzierungen, Wochen, Auszeichnungen, Anmerkungen) | Höchstplatzierung, Gesamtwochen, AuszeichnungChartplatzierungen (Jahr, Titel, Musiklabel, Platzierungen, Wochen, Auszeichnungen, Anmerkungen) | Höchstplatzierung, Gesamtwochen, AuszeichnungChartplatzierungen (Jahr, Titel, Musiklabel, Platzierungen, Wochen, Auszeichnungen, Anmerkungen) | Anmerkungen                             |
| Jahr | Titel Musiklabel                                   | DE | AT | CH | Anmerkungen                             |
| ---- | -------------------------------------------------- | --- | --- | --- | --------------------------------------- |
| 2017 | Dreifarbenhaus Downbeat Records (WMG)              | DE10 (8 Wo.)DE | AT32 (1 Wo.)AT | CH70 (1 Wo.)CH | Erstveröffentlichung: 21. April 2017    |
| 2019 | Fieber Downbeat Records (WMG)                      | DE9 (6 Wo.)DE | AT10 (2 Wo.)AT | CH31 (2 Wo.)CH | Erstveröffentlichung: 21. Juni 2019     |
| 2021 | 100 Pro Downbeat Records (WMG)                     | DE6 (6 Wo.)DE | AT10 (3 Wo.)AT | CH30 (3 Wo.)CH | Erstveröffentlichung: 26. Februar 2021  |
| 2023 | Der Letzte macht das Licht aus Bausa Records (WMG) | DE45 (4 Wo.)DE | — | — | Erstveröffentlichung: 8. September 2023 |
| 2025 | Der Faktor Mensch Bausa Records (WMG)              | DE84 (1 Wo.)DE | — | — | Erstveröffentlichung: 10. Juli 2025     |

### Mixtapes
| Jahr | Titel Musiklabel                  | Höchstplatzierung, Gesamtwochen, AuszeichnungChartplatzierungen (Jahr, Titel, Musiklabel, Platzierungen, Wochen, Auszeichnungen, Anmerkungen) | Höchstplatzierung, Gesamtwochen, AuszeichnungChartplatzierungen (Jahr, Titel, Musiklabel, Platzierungen, Wochen, Auszeichnungen, Anmerkungen) | Höchstplatzierung, Gesamtwochen, AuszeichnungChartplatzierungen (Jahr, Titel, Musiklabel, Platzierungen, Wochen, Auszeichnungen, Anmerkungen) | Anmerkungen                           |
| Jahr | Titel Musiklabel                  | DE | AT | CH | Anmerkungen                           |
| ---- | --------------------------------- | --- | --- | --- | ------------------------------------- |
| 2018 | Powerbausa Downbeat Records (WMG) | DE16 (5 Wo.)DE | AT26 (1 Wo.)AT | CH64 (1 Wo.)CH | Erstveröffentlichung: 9. Februar 2018 |

### EPs
| Jahr | Titel Musiklabel                 | Anmerkungen                            |
| ---- | -------------------------------- | -------------------------------------- |
| 2014 | Seelenmanöver Hitmonks           | Erstveröffentlichung: 28. Februar 2014 |
| 2021 | Sommer 21 Downbeat Records (WMG) | Erstveröffentlichung: 26. Februar 2021 |

## Singles

### Als Leadmusiker
| Jahr | Titel Album                                                   | Höchstplatzierung, Gesamtwochen, AuszeichnungChartplatzierungen (Jahr, Titel, Album, Platzierungen, Wochen, Auszeichnungen, Anmerkungen) | Höchstplatzierung, Gesamtwochen, AuszeichnungChartplatzierungen (Jahr, Titel, Album, Platzierungen, Wochen, Auszeichnungen, Anmerkungen) | Höchstplatzierung, Gesamtwochen, AuszeichnungChartplatzierungen (Jahr, Titel, Album, Platzierungen, Wochen, Auszeichnungen, Anmerkungen) | Anmerkungen                                                                                            |
| Jahr | Titel Album                                                   | DE | AT | CH | Anmerkungen                                                                                            |
| --- | ------------------------------------------------------------- | --- | --- | --- | --- |
| 2017 | Baron Dreifarbenhaus                                          | DE— GoldDE | — | — | Erstveröffentlichung: 13. Januar 2017 Verkäufe: + 200.000; feat. Lativ                                 |
| 2017 | Was du Liebe nennst Powerbausa                                | DE1 ×4Vierfachplatin · (65 Wo.)DE | AT1 ×3Dreifachplatin · (37 Wo.)AT | CH4 ×2Doppelplatin · (35 Wo.)CH | Erstveröffentlichung: 1. September 2017 Verkäufe: + 1.730.000                                          |
| 2017 | FML Powerbausa                                                | DE33 (7 Wo.)DE | — | — | Erstveröffentlichung: 29. Dezember 2017                                                                |
| 2018 | Unterwegs Powerbausa                                          | DE73 (2 Wo.)DE | — | — | Erstveröffentlichung: 2. Februar 2018 feat. Capital Bra                                                |
| 2018 | Vagabund –                                                    | DE10 Gold · (16 Wo.)DE | AT25 Gold · (5 Wo.)AT | — | Erstveröffentlichung: 24. August 2018 Verkäufe: + 215.000                                              |
| 2019 | Licht Fieber                                                  | DE19 (3 Wo.)DE | AT53 (1 Wo.)AT | — | Erstveröffentlichung: 1. März 2019 feat. Dardan                                                        |
| 2019 | Mary Fieber                                                   | DE8 Platin · (37 Wo.)DE | AT13 Platin · (26 Wo.)AT | CH58 (1 Wo.)CH | Erstveröffentlichung: 29. März 2019 Verkäufe: + 430.000                                                |
| 2019 | Guadalajara Fieber                                            | DE40 (2 Wo.)DE | AT40 (1 Wo.)AT | — | Erstveröffentlichung: 19. April 2019 mit Summer Cem                                                    |
| 2019 | Weiß noch nicht wie Fieber                                    | DE34 (2 Wo.)DE | AT53 (1 Wo.)AT | — | Erstveröffentlichung: 24. Mai 2019                                                                     |
| 2019 | Tempomat –                                                    | DE38 (2 Wo.)DE | AT47 (1 Wo.)AT | — | Erstveröffentlichung: 6. September 2019                                                                |
| 2019 | Biturbo Need for Speed Heat (O.S.T)                           | DE26 (3 Wo.)DE | AT43 (1 Wo.)AT | CH83 (1 Wo.)CH | Erstveröffentlichung: 4. Oktober 2019 mit Zuna                                                         |
| 2019 | Skifahren Nonstop                                             | DE4 Platin · (26 Wo.)DE | AT3 Platin · (17 Wo.)AT | CH28 Platin · (5 Wo.)CH | Erstveröffentlichung: 15. November 2019 Verkäufe: + 450.000; mit The Cratez & Maxwell feat. Joshi Mizu |
| 2020 | Schlafen Nonstop                                              | DE19 (3 Wo.)DE | AT27 (2 Wo.)AT | CH83 (1 Wo.)CH | Erstveröffentlichung: 28. Februar 2020 mit Ufo361 & The Cratez                                         |
| 2020 | Selfmade Babylon 100 Pro                                      | DE22 (3 Wo.)DE | AT45 (1 Wo.)AT | CH82 (1 Wo.)CH | Erstveröffentlichung: 26. Juni 2020 feat. Bozza                                                        |
| 2020 | 2012 100 Pro                                                  | DE2 Gold · (14 Wo.)DE | AT10 (6 Wo.)AT | CH23 (4 Wo.)CH | Erstveröffentlichung: 21. August 2020 Verkäufe: + 200.000; feat. Juju                                  |
| 2020 | Centre Court 100 Pro                                          | DE11 (4 Wo.)DE | AT35 (2 Wo.)AT | CH32 (1 Wo.)CH | Erstveröffentlichung: 18. Dezember 2020 feat. RIN & Ufo361                                             |
| 2021 | Madonna 100 Pro                                               | DE1 ×3Dreifachgold · (42 Wo.)DE | AT1 Gold · (26 Wo.)AT | CH8 (12 Wo.)CH | Erstveröffentlichung: 19. Februar 2021 Verkäufe: + 615.000; feat. Apache 207                           |
| 2021 | Venus –                                                       | DE19 (3 Wo.)DE | AT40 (2 Wo.)AT | CH75 (1 Wo.)CH | Erstveröffentlichung: 13. August 2021                                                                  |
| 2022 | Frühling im Viertel –                                         | DE66 (1 Wo.)DE | — | — | Erstveröffentlichung: 15. April 2022                                                                   |
| 2022 | Alle warten auf den Drop –                                    | — | — | — | Erstveröffentlichung: 19. August 2022 mit Westbam/ML                                                   |
| 2022 | Der Berg ruft –                                               | DE50 (5 Wo.)DE | AT71 (1 Wo.)AT | — | Erstveröffentlichung: 25. November 2022 mit Maxwell & Joshi Mizu                                       |
| 2023 | Nachtcafé –                                                   | — | — | — | Erstveröffentlichung: 10. März 2023 mit Berky                                                          |
| 2023 | Tut mir nicht leid Der Letzte macht das Licht aus             | DE50 (2 Wo.)DE | — | — | Erstveröffentlichung: 26. Mai 2023 feat. Chapo102                                                      |
| 2023 | Genauso Der Letzte macht das Licht aus                        | DE— aDE | — | — | Erstveröffentlichung: 30. Juni 2023 feat. Dhurata Dora                                                 |
| 2023 | Hand aufs Herz Der Letzte macht das Licht aus                 | DE— bDE | — | — | Erstveröffentlichung: 11. August 2023 feat. Cocon                                                      |
| 2023 | Flashbacks Der Letzte macht das Licht aus                     | — | — | — | Erstveröffentlichung: 1. September 2023 feat. Liz                                                      |
| 2023 | 100 km/h (Level Space Edition) Der Letzte macht das Licht aus | DE— cDE | — | — | Erstveröffentlichung: 15. September 2023                                                               |
| 2023 | 1000 Mal –                                                    | DE26 (10 Wo.)DE | AT51 (1 Wo.)AT | CH57 (1 Wo.)CH | Erstveröffentlichung: 29. September 2023 feat. Lea                                                     |
| 2024 | Wegen dir –                                                   | DE84 (1 Wo.)DE | — | — | Erstveröffentlichung: 22. März 2024 feat. JBS                                                          |
| 2024 | Airforce –                                                    | DE— dDE | — | — | Erstveröffentlichung: 23. August 2024 feat. Fast Boy                                                   |
| 2025 | Frühling im Viertel 2.0 –                                     | DE30 (2 Wo.)DE | — | — | Erstveröffentlichung: 10. Januar 2025 feat. Kane                                                       |
| 2025 | Dreck Der Faktor Mensch                                       | — | — | — | Erstveröffentlichung: 31. Januar 2025                                                                  |
| 2025 | Wenn der Himmel weint Der Faktor Mensch                       | DE4 (6 Wo.)DE | AT5 (3 Wo.)AT | CH6 (3 Wo.)CH | Erstveröffentlichung: 20. Februar 2025 feat. Jazeek                                                    |
| 2025 | Der Faktor Mensch                                             | — | — | — | Erstveröffentlichung: 22. Mai 2025                                                                     |
| 2025 | Maschinenraum Der Faktor Mensch                               | — | — | — | Erstveröffentlichung: 5. Juni 2025 feat. Bibiza                                                        |
| 2025 | Moneymaker Der Faktor Mensch                                  | — | — | — | Erstveröffentlichung: 26. Juni 2025 feat. Aymen                                                        |
| Folgende Lieder erschienen nicht als Single, wurden aber durch das Album zum Download und Streaming bereitgestellt und konnten somit eine Platzierung erlangen: |                                                               | | | | |
| |                                                               | | | | |
| 2018 | Belle Etage 2.0 Powerbausa                                    | DE70 (1 Wo.)DE | — | — | Charteinstieg: 16. Februar 2018 feat. Reezy                                                            |
| 2019 | Nacht Fieber                                                  | DE52 (1 Wo.)DE | — | — | Charteinstieg: 28. Juni 2019                                                                           |
| 2021 | Weißt wie es ist 100 Pro                                      | DE26 (2 Wo.)DE | AT41 (1 Wo.)AT | CH71 (1 Wo.)CH | Charteinstieg: 5. März 2021 feat. Sido                                                                 |
| 2025 | Jebiga Der Faktor Mensch                                      | — | AT58 (1 Wo.)AT | — | Charteinstieg: 18. Juli 2025 feat. Nucci & Voyage                                                      |

### Als Gastmusiker
| Jahr | Titel Album                                        | Höchstplatzierung, Gesamtwochen, AuszeichnungChartplatzierungen (Jahr, Titel, Album, Platzierungen, Wochen, Auszeichnungen, Anmerkungen) | Höchstplatzierung, Gesamtwochen, AuszeichnungChartplatzierungen (Jahr, Titel, Album, Platzierungen, Wochen, Auszeichnungen, Anmerkungen) | Höchstplatzierung, Gesamtwochen, AuszeichnungChartplatzierungen (Jahr, Titel, Album, Platzierungen, Wochen, Auszeichnungen, Anmerkungen) | Anmerkungen                                                                                 |
| Jahr | Titel Album                                        | DE | AT | CH | Anmerkungen                                                                                 |
| --- | -------------------------------------------------- | --- | --- | --- | ------------------------------------------------------------------------------------------- |
| 2017 | Verkauft Anthrazit RR                              | DE64 (1 Wo.)DE | AT70 (1 Wo.)AT | — | Erstveröffentlichung: 28. November 2017 RAF Camora feat. Bausa                              |
| 2018 | Junkie –                                           | DE77 (1 Wo.)DE | — | — | Erstveröffentlichung: 26. Januar 2018 Rico feat. Bausa                                      |
| 2018 | Osaft Feueremoji                                   | — | — | — | Erstveröffentlichung: 16. Februar 2018 Reezy feat. Bausa                                    |
| 2018 | Casanova Endstufe                                  | DE4 Platin · (37 Wo.)DE | AT4 Platin · (32 Wo.)AT | CH37 (16 Wo.)CH | Erstveröffentlichung: 25. Mai 2018 Verkäufe: + 430.000; Summer Cem feat. Bausa              |
| 2018 | Pussy Kush Alle Freunde fett                       | DE99 (1 Wo.)DE | — | — | Erstveröffentlichung: 15. Juni 2018 Gringo feat. Bausa                                      |
| 2018 | Fokus –                                            | DE70 (1 Wo.)DE | — | — | Erstveröffentlichung: 10. August 2018 Jugglerz feat. Miami Yacine, Bausa, Nura & Joshi Mizu |
| 2018 | Limewire –                                         | — | — | — | Erstveröffentlichung: 7. Dezember 2018 Mauli feat. Tarek K.I.Z, Sido & Bausa                |
| 2019 | Paranoia 2 Teenager Forever                        | — | — | — | Erstveröffentlichung: 22. Februar 2019 Reezy feat. Bausa                                    |
| 2019 | Facetime –                                         | DE— eDE | AT— eAT | CH— eCH | Erstveröffentlichung: 8. März 2019 Dardan feat. Bausa & Reezy                               |
| 2019 | Vossi Bop (Remix) –                                | — | — | — | Erstveröffentlichung: 19. Juli 2019 Stormzy feat. Bausa & Capo                              |
| 2019 | Keine Liebe Nimmerland                             | DE5 Gold · (23 Wo.)DE | AT6 (16 Wo.)AT | CH7 (8 Wo.)CH | Erstveröffentlichung: 18. Oktober 2019 Verkäufe: + 200.000; RIN feat. Bausa                 |
| 2020 | Sandmann –                                         | DE14 (10 Wo.)DE | AT28 (4 Wo.)AT | CH51 (2 Wo.)CH | Erstveröffentlichung: 29. Mai 2020 Reezy feat. Bausa                                        |
| 2021 | Lonely Futura                                      | DE3 (12 Wo.)DE | AT11 (5 Wo.)AT | CH29 (2 Wo.)CH | Erstveröffentlichung: 8. Januar 2021 Miksu & Macloud feat. Reezy, Selmon & Bausa            |
| 2021 | Leuchtreklame Das schwarze Album                   | DE41 (1 Wo.)DE | — | — | Erstveröffentlichung: 15. April 2021 Haftbefehl feat. Schmyt & Bausa                        |
| 2021 | Heimkommen Afterhour                               | DE24 (3 Wo.)DE | AT48 (1 Wo.)AT | CH77 (1 Wo.)CH | Erstveröffentlichung: 30. April 2021 Fourty feat. Bausa                                     |
| 2021 | Rockstar Traumfänger EP                            | — | — | — | Erstveröffentlichung: 7. Mai 2021 The DoDo feat. Bausa                                      |
| 2022 | Molly –                                            | DE19 (5 Wo.)DE | AT36 (3 Wo.)AT | CH78 (1 Wo.)CH | Erstveröffentlichung: 6. Januar 2022 Selmon feat. Bausa                                     |
| 2022 | Andale –                                           | DE26 (2 Wo.)DE | AT59 (1 Wo.)AT | CH82 (1 Wo.)CH | Erstveröffentlichung: 14. Januar 2022 DJ Jeezy feat. Badmómzjay, Bausa & Kalim              |
| 2022 | Grey Goose Glücklich unzufrieden                   | DE65 (1 Wo.)DE | — | — | Erstveröffentlichung: 20. Januar 2022 Bozza feat. Bausa                                     |
| 2022 | Mach kein Film Awanta                              | — | — | — | Erstveröffentlichung: 2. September 2022 Schwesta Ewa feat. Bausa                            |
| 2022 | Irgendwann –                                       | DE— fDE | — | — | Erstveröffentlichung: 7. Oktober 2022 Eno feat. Bausa                                       |
| 2023 | 9 bis 9 –                                          | DE1 Platin · (75 Wo.)DE | AT2 (61 Wo.)AT | CH8 (29 Wo.)CH | Erstveröffentlichung: 5. Mai 2023 Verkäufe: + 600.000; Sira feat. Bausa & Badchieff         |
| 2024 | Vempa –                                            | DE5 Gold · (40 Wo.)DE | AT15 (21 Wo.)AT | CH51 (13 Wo.)CH | Erstveröffentlichung: 19. April 2024 Verkäufe: + 300.000; Fourty feat. Bausa                |
| 2024 | Alkohol (#40Bochum) 4630 Bochum (40 Jahre Edition) | DE30 (5 Wo.)DE | — | — | Erstveröffentlichung: 9. Mai 2024 Herbert Grönemeyer feat. Bausa & Chapo102                 |
| 2024 | Riechst du das Freitag der 13.                     | DE14 (4 Wo.)DE | AT32 (3 Wo.)AT | CH49 (1 Wo.)CH | Erstveröffentlichung: 23. Mai 2024 Gzuz feat. Bausa                                         |
| 2024 | Dafür bin ich frei Dafür bin ich frei EP           | DE63 (1 Wo.)DE | — | — | Erstveröffentlichung: 20. Juni 2024 Zartmann feat. Bausa                                    |
| 2024 | OMG –                                              | DE67 (1 Wo.)DE | — | — | Erstveröffentlichung: 8. August 2024 Chapo102 feat. Bausa                                   |
| 2024 | Belohnen –                                         | DE44 (4 Wo.)DE | AT60 (1 Wo.)AT | — | Erstveröffentlichung: 4. Oktober 2024 Filly feat. Bausa, Bunt. & Ski Aggu                   |
| 2024 | Nüchtern –                                         | DE32 (3 Wo.)DE | AT48 (1 Wo.)AT | — | Erstveröffentlichung: 8. November 2024 Badchieff feat. Bausa                                |
| 2025 | Noch nie gesehen –                                 | DE85 (1 Wo.)DE | — | — | Erstveröffentlichung: 27. März 2025 Stickle feat. Bausa                                     |
| Folgende Lieder erschienen nicht als Single, wurden aber durch das Album zum Download und Streaming bereitgestellt und konnten somit eine Platzierung erlangen: |                                                    | | | |                                                                                             |
| |                                                    | | | |                                                                                             |
| 2016 | Atramis Tannen aus Plastik                         | DE36 Gold · (5 Wo.)DE | — | — | Charteinstieg: 23. Dezember 2016 Verkäufe: + 200.000; Bonez MC & RAF Camora feat. Bausa     |
| 2017 | Komm wir chillen Alles auf Rot                     | DE85 Gold · (1 Wo.)DE | — | — | Charteinstieg: 14. Juli 2017 Verkäufe: + 200.000; Capo feat. Yonii & Bausa                  |

## Musikvideos
| Jahr | Titel                          | Regie                                     |
| ---- | ------------------------------ | ----------------------------------------- |
| 2016 | Vermisst                       | Idéal Films                               |
| 2016 | Warum du mich hasst            |                                           |
| 2017 | Baron                          | Idéal Films                               |
| 2017 | Kleine                         | DUNGD2N                                   |
| 2017 | Tropfen                        |                                           |
| 2017 | Stripperin                     |                                           |
| 2017 | Danke                          | Ben G                                     |
| 2017 | Was du Liebe nennst            | Adal Giorgis                              |
| 2017 | Fress mich satt                | Farido Davis                              |
| 2018 | FML                            | Adal Giorgis                              |
| 2018 | Junkie                         |                                           |
| 2018 | Unterwegs                      | Adal Giorgis                              |
| 2018 | Osaft                          |                                           |
| 2018 | Casanova                       | Adal Giorgis                              |
| 2018 | Pussy Kush                     | SLS                                       |
| 2018 | Fokus                          | C.O.B                                     |
| 2018 | Vagabund                       | Ilja Altvater, Lucry                      |
| 2018 | Limewire                       | Michael Jackson                           |
| 2019 | Paranoia 2                     | MG Video                                  |
| 2019 | Licht                          | Ilja Altvater                             |
| 2019 | Mary                           | Ilja Altvater                             |
| 2019 | Guadalajara                    | Ilja Altvater                             |
| 2019 | Radio / Nacht                  | Shoko Hara                                |
| 2019 | Vossi Bop (Remix)              | Juppi Juppsen                             |
| 2019 | Tempomat                       | Adal Giorgis                              |
| 2019 | Biturbo                        | Fati.TV                                   |
| 2019 | Keine Liebe                    | Nils Hansen                               |
| 2019 | Skifahren                      | Deveroe, P90, Peazy86                     |
| 2020 | Sandmann                       | Leonelruben                               |
| 2020 | Selfmade Babylon               | Samuel Morris                             |
| 2020 | 2012                           | Christoph Szulecki                        |
| 2021 | Lonely                         | Christoph Szulecki                        |
| 2021 | Madonna                        | Dustin Schöne                             |
| 2021 | Leuchtreklame                  | Milos Savic                               |
| 2021 | Heimkommen                     | Christoph Szulecki & Niklas Coskan        |
| 2021 | Rockstar                       | Niko Kaouris                              |
| 2021 | Venus                          | Sarp Dökmeci                              |
| 2022 | Molly                          | Iamu                                      |
| 2022 | Andale                         | Luka Katic                                |
| 2022 | Grey Goose                     | Henning Brix                              |
| 2022 | Frühling im Viertel            | Niko Kaouris                              |
| 2022 | Alle warten auf den Drop       | Kevin Domanski                            |
| 2022 | Der Berg ruft                  | Yeeiid                                    |
| 2023 | Nachtcafé                      | Twodirectors                              |
| 2023 | Tut mir nicht leid             | Amine Sabeur                              |
| 2023 | Genauso                        | Max Unger                                 |
| 2023 | 9 bis 9                        | Till Tinksy                               |
| 2023 | Hand aufs Herz                 | Amine Sabeur                              |
| 2023 | Flashbacks                     | Amine Sabeur                              |
| 2023 | 100 km/h (Level Space Edition) | Lea Baintnerr                             |
| 2023 | 1000 Mal                       | Amine Sabeur                              |
| 2024 | Vempa                          | Dilnas                                    |
| 2024 | Riechst du das                 | Benny 030                                 |
| 2024 | Dafür bin ich frei             | Luis Frederik, Julian Jablonksi, Zartmann |
| 2024 | OMG                            | Silkrock                                  |
| 2024 | Airforce                       | Dilnas                                    |
| 2024 | Nüchtern                       | Ole Villwock                              |
| 2025 | Frühling im Viertel 2.0        | Dilnas                                    |
| 2025 | Dreck                          | Leeroy                                    |
| 2025 | Wenn der Himmel weint          | Dilnas                                    |
| 2025 | Noch nie gesehen               | Amine Sabeur                              |
| 2025 | Der Faktor Mensch              | Dieserbobby, Lucas Siehl, Jovan Uljarevic |

## Autorenbeteiligungen
Bausa als Autor in den Charts

| Jahr | Titel Interpretation                | Höchstplatzierung, Gesamtwochen, AuszeichnungChartplatzierungen (Jahr, Titel, Interpretation, Platzierungen, Wochen, Auszeichnungen, Anmerkungen) | Höchstplatzierung, Gesamtwochen, AuszeichnungChartplatzierungen (Jahr, Titel, Interpretation, Platzierungen, Wochen, Auszeichnungen, Anmerkungen) | Höchstplatzierung, Gesamtwochen, AuszeichnungChartplatzierungen (Jahr, Titel, Interpretation, Platzierungen, Wochen, Auszeichnungen, Anmerkungen) | Anmerkungen                            |
| Jahr | Titel Interpretation                | DE | AT | CH | Anmerkungen                            |
| ---- | ----------------------------------- | --- | --- | --- | -------------------------------------- |
| 2024 | It Girl Shirin David feat. Sampagne | DE2 (… Wo.)DE | AT2 (… Wo.)AT | CH16 (… Wo.)CH | Erstveröffentlichung: 24. Oktober 2024 |

## Promoveröffentlichungen
Promo-Singles

| Jahr | Titel Album            | Höchstplatzierung, Gesamtwochen, AuszeichnungChartplatzierungen (Jahr, Titel, Album, Platzierungen, Wochen, Auszeichnungen, Anmerkungen) | Höchstplatzierung, Gesamtwochen, AuszeichnungChartplatzierungen (Jahr, Titel, Album, Platzierungen, Wochen, Auszeichnungen, Anmerkungen) | Höchstplatzierung, Gesamtwochen, AuszeichnungChartplatzierungen (Jahr, Titel, Album, Platzierungen, Wochen, Auszeichnungen, Anmerkungen) | Anmerkungen                                                 |
| Jahr | Titel Album            | DE | AT | CH | Anmerkungen                                                 |
| ---- | ---------------------- | --- | --- | --- | ----------------------------------------------------------- |
| 2021 | Hotel California Album | DE— gDE | — | — | Erstveröffentlichung: 28. September 2021 Clueso feat. Bausa |
| 2025 | Rewind Born Spinner    | DE54 (… Wo.)DE | — | — | Erstveröffentlichung: 7. August 2025 Reezy feat. Bausa      |

## Sonderveröffentlichungen
| Jahr | Titel Album                                                   | Anmerkungen                                                                           |
| ---- | ------------------------------------------------------------- | ------------------------------------------------------------------------------------- |
| 2013 | Barbiebabyboo Hallo Monaco                                    | Erstveröffentlichung: 4. Oktober 2013 Capo feat. Bausa                                |
| 2013 | Tief in die Nacht Hallo Monaco                                | Erstveröffentlichung: 4. Oktober 2013 Capo feat. Bausa                                |
| 2013 | Bis die Sonne wieder scheint Ohne Künstliche Zusätze          | Erstveröffentlichung: 24. November 2013 Caz feat. Bausa                               |
| 2014 | K.R.M.O Karmasutra                                            | Erstveröffentlichung: 24. November 2014 Caz feat. Bausa                               |
| 2014 | 1999 Pt. III (Babos Remix) Russisch Roulette (Deluxe Edition) | Erstveröffentlichung: 28. November 2014 Haftbefehl feat. Bausa                        |
| 2015 | Wer bist du Ah!                                               | Erstveröffentlichung: 17. Juli 2015 Rapsta feat. Bausa & Lativ                        |
| 2015 | Stop Langsam 0230AM                                           | Erstveröffentlichung: 25. Oktober 2015 Lucky & Caz feat. Bausa                        |
| 2015 | Chabos Unzensiert                                             | Erstveröffentlichung: 18. Dezember 2015 Haftbefehl feat. Various Artists              |
| 2015 | Odyssee Unzensiert                                            | Erstveröffentlichung: 18. Dezember 2015 Haftbefehl feat. Bausa                        |
| 2016 | Bei Nacht Palmen aus Plastik Bonus EP                         | Erstveröffentlichung: 9. September 2016 Bonez MC & RAF Camora feat. Bausa & Trettmann |
| 2016 | Mensch sein Meilenstein                                       | Erstveröffentlichung: 7. Oktober 2016 Meezy feat. Bausa                               |
| 2016 | Atramis Tannen aus Plastik                                    | Erstveröffentlichung: 16. Dezember 2016 Bonez MC & RAF Camora feat. Bausa             |
| 2017 | Vorbei Love Hotel                                             | Erstveröffentlichung: 14. März 2017 Yung Hurn feat. BAUSA                             |
| 2017 | Cazal Remix Mele7                                             | Erstveröffentlichung: 14. April 2017 Zuna feat. Bausa                                 |
| 2017 | Kreis Gute Nacht                                              | Erstveröffentlichung: 28. April 2017 Kontra K feat. Bausa                             |
| 2017 | Komm wir chillen Alles auf Rot                                | Erstveröffentlichung: 7. Juli 2017 Capo feat. Yonii & Bausa                           |
| 2017 | Heimgehen Thronfolger                                         | Erstveröffentlichung: 22. September 2017 Kalim feat. Bausa                            |
| 2017 | Fegefeuer Casia (Limitierte Deluxe Box)                       | Erstveröffentlichung: 13. Oktober 2017 Miami Yacine feat. Bausa                       |
| 2017 | Nordpol Nichts war umsonst                                    | Erstveröffentlichung: 3. November 2017 Prinz Pi feat. Bausa                           |
| 2017 | Fress mich satt Kaviar & Toast                                | Erstveröffentlichung: 10. November 2017 Joshi Mizu feat. Bausa                        |
| 2017 | Verkauft Anthrazit RR                                         | Erstveröffentlichung: 15. Dezember 2017 RAF Camora feat. Bausa                        |
| 2018 | Osaft Feueremoji                                              | Erstveröffentlichung: 16. März 2018 Reezy feat. Bausa                                 |
| 2018 | Paranoia Feueremoji                                           | Erstveröffentlichung: 16. März 2018 Reezy feat. Bausa & Nihan                         |
| 2018 | Egal wer kommt Erde & Knochen                                 | Erstveröffentlichung: 11. Mai 2018 Kontra K feat. Bausa                               |
| 2018 | Casanova Endstufe                                             | Erstveröffentlichung: 1. Juni 2018 Summer Cem & Bausa                                 |
| 2018 | Anders als die 5 Songs in einer Nacht EP                      | Erstveröffentlichung: 22. Juni 2018 Capital Bra feat. Bausa                           |
| 2018 | Ja, nein, vielleicht Bright Lights                            | Erstveröffentlichung: 21. Dezember 2018 Dead Rabbit feat. Bausa                       |
| 2018 | Pussy Kush Alle Freunde fett                                  | Erstveröffentlichung: 30. Dezember 2018 Gringo feat. Bausa                            |
| 2019 | Paranoia 2 Teenager Forever                                   | Erstveröffentlichung: 22. März 2019 Reezy feat. Bausa                                 |
| 2019 | Ohne Sinn Habibi                                              | Erstveröffentlichung: 29. März 2019 Nura feat. Bausa                                  |
| 2019 | Baui Coupé Europa                                             | Erstveröffentlichung: 31. Mai 2019 Diplo feat. Bausa                                  |
| 2019 | Hawaii Alles lebt                                             | Erstveröffentlichung: 21. Juni 2019 Adel Tawil feat. Bausa                            |
| 2019 | rOlliN (A Cappella) Sorry…                                    | Erstveröffentlichung: 16. August 2019 Dardan feat. Bausa & Reezy                      |
| 2019 | Keine Liebe Nimmerland                                        | Erstveröffentlichung: 6. Dezember 2019 RIN feat. Bausa                                |
| 2020 | Flex Zenit RR                                                 | Erstveröffentlichung: 10. Januar 2020 RAF Camora feat. Bausa                          |
| 2020 | Broken Hearts Nur für Dich                                    | Erstveröffentlichung: 2. Oktober 2020 Ufo361 feat. Bausa                              |
| 2021 | Lonely Futura                                                 | Erstveröffentlichung: 23. April 2021 Miksu & Macloud feat. Reezy, Selmon & Bausa      |
| 2021 | Leuchtreklame Das schwarze Album                              | Erstveröffentlichung: 30. April 2021 Haftbefehl feat. Schmyt & Bausa                  |
| 2021 | Heimkommen Afterhour                                          | Erstveröffentlichung: 18. Juni 2021 Fourty feat. Bausa                                |
| 2021 | Rockstar Traumfänger EP                                       | Erstveröffentlichung: 4. Juni 2021 The DoDo feat. Bausa                               |
| 2021 | Hotel California Album                                        | Erstveröffentlichung: 1. Oktober 2021 Clueso feat. Bausa                              |
| 2022 | Grey Goose Glücklich unzufrieden                              | Erstveröffentlichung: 24. Februar 2022 Bozza feat. Bausa                              |
| 2022 | Mach kein Film Awanta                                         | Erstveröffentlichung: 16. September 2022 Schwesta Ewa feat. Bausa                     |
| 2023 | Me jetu (Red Bull Symphonic Live) Red Bull Symphonic Live     | Erstveröffentlichung: 10. Februar 2023 Loredana feat. Bausa & Yll Limani              |
| 2023 | Rumba Dhurata                                                 | Erstveröffentlichung: 2. März 2023 Dhurata Dora feat. Bausa                           |
| 2023 | Keine Zeit Blackout                                           | Erstveröffentlichung: 30. März 2023 AK Ausserkontrolle feat. Bausa                    |
| 2024 | Weiße Zähne Off                                               | Erstveröffentlichung: 22. März 2024 Alligatoah feat. Bausa                            |
| 2024 | Alkohol (#40Bochum) 4630 Bochum (40 Jahre Edition)            | Erstveröffentlichung: 7. Juni 2024 Herbert Grönemeyer feat. Bausa & Chapo102          |
| 2024 | Riechst du das Freitag der 13.                                | Erstveröffentlichung: 13. Juni 2024 Gzuz feat. Bausa                                  |
| 2024 | Dafür bin ich frei Dafür bin ich frei EP                      | Erstveröffentlichung: 21. Juni 2024 Zartmann feat. Bausa                              |
| 2025 | Rewind Born Spinner                                           | Erstveröffentlichung: 8. August 2025 Reezy feat. Bausa                                |

| Jahr | Titel Album       | Anmerkungen                                                                      |
| ---- | ----------------- | -------------------------------------------------------------------------------- |
| 2020 | Schlafen Nonstop  | Erstveröffentlichung: 28. Februar 2020 mit The Cratez & Ufo361                   |
| 2020 | Skifahren Nonstop | Erstveröffentlichung: 28. Februar 2020 mit The Cratez & Maxwell feat. Joshi Mizu |

| Jahr | Titel Soundtrack            | Anmerkungen                                     |
| ---- | --------------------------- | ----------------------------------------------- |
| 2019 | Biturbo Need for Speed Heat | Erstveröffentlichung: 8. November 2019 mit Zuna |

## Statistik

### Chartauswertung
Die folgenden Statistiken bieten eine Übersicht der Charterfolge von Bausa in den Album- und Singlecharts. Es ist zu beachten, dass bei den Singles nur Interpretationen und keine Autorenbeteiligungen berücksichtigt werden.
|                     | DE    | AT    | CH    |
| ------------------- | ----- | ----- | ----- |
| Nummer-eins-Alben   | DE—DE | AT—AT | CH—CH |
| Top-10-Alben        | DE3DE | AT2AT | CH—CH |
| Alben in den Charts | DE6DE | AT4AT | CH4CH |

|                       | DE     | AT     | CH     |
| --------------------- | ------ | ------ | ------ |
| Nummer-eins-Singles   | DE3DE  | AT2AT  | CH—CH  |
| Top-10-Singles        | DE12DE | AT8AT  | CH5CH  |
| Singles in den Charts | DE52DE | AT32AT | CH23CH |

### Auszeichnungen für Musikverkäufe
Anmerkung: Auszeichnungen in Ländern aus den Charttabellen bzw. Chartboxen sind in ebendiesen zu finden.
| Land/RegionAuszeichnungen für Musikverkäufe (Land/Region, Auszeichnungen, Verkäufe, Quellen) | Gold       | Platin       | Verkäufe  | Quellen                      |
| -------------------------------------------------------------------------------------------- | ---------- | ------------ | --------- | ---------------------------- |
| Deutschland (BVMI)                                                                           | 8× Gold8   | 9× Platin9   | 5.500.000 | musikindustrie.de            |
| Österreich (IFPI)                                                                            | 2× Gold2   | 6× Platin6   | 210.000   | ifpi.at Einzelnachweise      |
| Schweiz (IFPI)                                                                               | —          | 3× Platin3   | 60.000    | hitparade.ch Einzelnachweise |
| Insgesamt                                                                                    | 10× Gold10 | 18× Platin18 |           |                              |